# جغرافيا تركيا

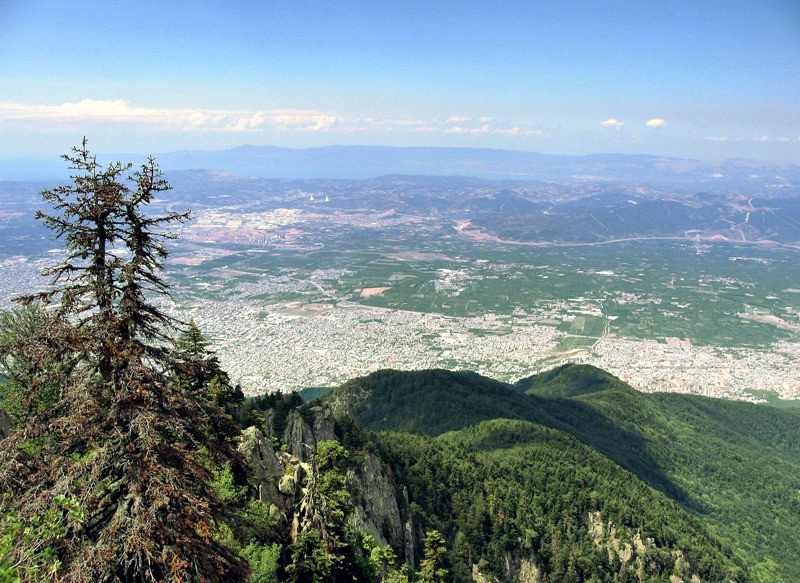
نظرا للبرسا من التلال قرب أولوداغ، Mysian أوليمبوس القديمة

تركيا عبارة عن شبه جزيرة كبيرة مستطيلة تقريبًا تربط جنوب شرق أوروبا وآسيا. تراقيا، الجزء الأوروبي من تركيا يضم 3٪ من البلاد و10٪ من سكانها. تنفصل تراقيا عن آسيا الصغرى، الجزء الآسيوي من تركيا، عن طريق البوسفور وبحر مرمرة والدردنيل.
جبل أرارات، أعلى جبل في تركيا مع ارتفاع يبلغ 5137 م (16.854 قدم)، يعتقد بأنه مكان هبوط سفينة نوح ويقع في الجزء الشرقي الأقصى من البلاد.

## البيئة

### القضايا الحالية
تلوث المياه من إغراق المواد الكيميائية والمنظفات؛ تلوث الهواء، لا سيما في المناطق الحضرية؛ إزالة الغابات؛ القلق من تسرب النفط من زيادة حركة مرور السفن في البوسفور.

### الاتفاقيات الدولية المصدق عليها
اتفاقية كيوتو، نظام معاهدة القارة القطبية الجنوبية، المعاهدة الدولية بشأن الموارد الوراثية النباتية للأغذية والزراعة، تصحر، اتفاقية التنوع البيولوجي، نفايات خطرة، بروتوكول مونتريال، اتفاقية ماربول، اتفاقية رامسار.

### الاتفاقيات الدولية الموقعة ولكن غير المصدق عليها
اتفاقية حظر استخدام تقنيات التغيير في البيئة لأغراض عسكرية أو لأية أغراض عدائية أخرى، تعديل كيغالي، اتفاق باريس للمناخ

## الحدود الخارجية
الحدود البرية: 2627 كم (1632 ميل) البلدان الحدودية: اليونان 206 كلم (128 ميل)، وبلغاريا 240 كلم (149 ميل)، وجورجيا 252 كلم (157 ميل)، وأرمينيا 268 كلم (167 ميل)، ناختشيفان (أذربيجان) 9 كم (6 ميل)، وإيران 499 كلم (310 ميل)، والعراق 331 كلم (206 ميل)، وسوريا 822 كلم (511 ميل).
الشريط الساحلي: 7,200 كيلومتر (4474 ميل) المطالبات البحرية: المنطقة الاقتصادية الخالصة: في البحر الأسود فقط: إلى الحدود البحرية المتفق عليه مع الاتحاد السوفياتي السابق في البحر الإقليمي: 6 NMI (11.1 كم؛ 6.9 ميل) في بحر إيجه؛ NMI 12 (22.2 كم؛ 13.8 ميل) في البحر الأسود والبحر الأبيض المتوسط في
تحيط بها المياه من ثلاث جهات وتحميها الجبال المرتفعة على طول حدودها الشرقية، والبلد عموما الحدود الطبيعية واضحة المعالم. وتمت تسوية حدودها البرية رسمتها معاهدة في أوائل القرن العشرين، ومنذ ذلك الحين ظلت مستقرة.
وأكد على الحدود مع اليونان بموجب معاهدة لوزان عام 1923، والتي تحل الحدود الثابتة، والتي تنطوي على مطالبات إقليمية في مناطق تراقيا وينص على تبادل السكان (انظر: حرب الاستقلال). بموجب الاتفاق، واضطر معظم أعضاء الجالية اليونانية الناطقة كبير من غرب تركيا لإعادة توطين في اليونان، بينما تم إبعاد غالبية السكان الناطقين باللغة التركية في تراقيا الذين لم يرحلوا خلال حروب البلقان إلى تركيا.
وأكد على الحدود مع بلغاريا بموجب معاهدة لوزان عام 1923.
منذ عام 1991 قد شكلت كم أكثر من 500 (311 ميل) الحدود مع الاتحاد السوفياتي السابق، والتي تم تعريفها في معاهدة 1921 من موسكو (1921) ومعاهدة كارس حدود تركيا مع الدول المستقلة أرمينيا وأذربيجان وجورجيا. على الرغم من خسارة أرمينيا للأراضي نتيجة للمعاهدة، وأرمينيا، بوصفها الخلف القانوني لجمهورية أرمينيا الاشتراكية السوفياتية، أعلنت ولائها لمعاهدة كارس وجميع الاتفاقات التي ورثها عن الحكومة السابقة الأرمينية السوفياتي بعد استقلالها.[2]
وأكد على الحدود مع إيران بموجب معاهدة قصر سيرين - i في 1638.
وأكد على الحدود مع العراق بموجب معاهدة الأنجورا (أنقرة) في عام 1926. وكانت تركيا وهما جيران الجنوبية والعراق وسوريا، وكانت جزءا من الامبراطورية العثمانية حتى عام 1918. وفقا لشروط معاهدة لوزان، تنازلت تركيا عن مطالباتها إلى هذين البلدين، والتي نظمت في جامعة ولاية الأمم المتحدة في إطار المسؤولية التي تحكم بريطانيا وفرنسا، على التوالي. اتفقت تركيا وبريطانيا الحدود في معاهدة الأنجورا (أنقرة).
لم تكن حدود تركيا مع سوريا التي قبلتها سوريا. نتيجة لمعاهدة لوزان، الرئيس السابق لالعثمانية سنجق (مقاطعة) من اسكندرونة (في الوقت الحاضر مقاطعة هاتاي) تم التنازل عنها لسوريا. ومع ذلك، في يونيو 1939 كان شعب هاتاي تشكيل دولة جديدة مستقلة، وعلى الفور بعد، وصوت البرلمان في الاتحاد مع تركيا. منذ حصولها على الاستقلال في عام 1946، واستضافت سورية الاستياء ازاء الخسائر في المحافظة وقراها الرئيسية أنطاكيا واسكندرون (أنطاكية واسكندرونة سابقا). وقد استمرت هذه القضية ليكون مصدرا للإزعاج في العلاقات السورية التركية.

## الجيولوجيا

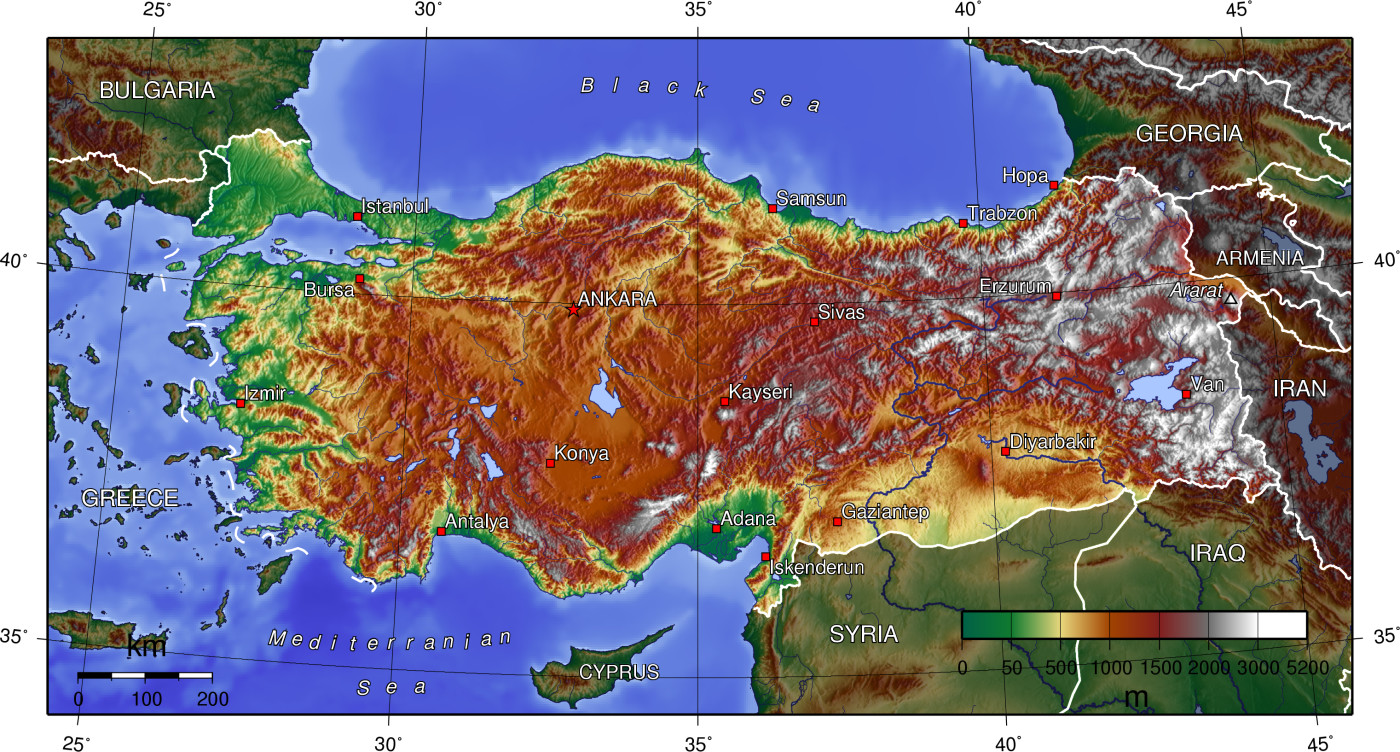
خريطة تركيا

المناظر الطبيعية المتنوعة في تركيا هي نتاج مجموعة واسعة من العمليات التكتونية التي الاناضول شكل على مدى ملايين السنين، وتستمر اليوم كما يتضح من كثرة الزلازل والثورات البركانية في بعض الأحيان. باستثناء جزء صغير نسبيا من أراضيها على طول الحدود السورية التي هي استمرار للمنهاج العربي وتركيا من الناحية الجيولوجية جزء من حزام جبال الألب الكبير الذي يمتد من المحيط الأطلسي إلى جبال هيمالايا. تم تشكيل هذا الحزام خلال الفترة العالي (حوالي 65٬000٬000-1٬600٬000 قبل الميلاد)، كما العربية والأفريقية والهندية الصفائح القارية بدأت تصطدم مع الصفيحة الأوراسية. هذه العملية لا تزال في العمل اليوم، حيث يتقاطع مع اللوحة الأفريقية اللوحة واللوحة الأوراسية الاناضول يهرب باتجاه الغرب والجنوب الغربي على طول الإضراب الانزلاق أخطاء. هذه هي منطقة الأناضول الشمالية خطأ، والذي يشكل لوحة الحاضر حدود أوراسيا بالقرب من ساحل البحر الأسود، ومنطقة الأناضول الشرقية خطأ، والذي يشكل جزءا من حدود الصفيحة العربية الشمالية في جنوب شرق البلاد. نتيجة لذلك، وتقع تركيا على واحدة من مناطق العالم الأكثر نشاطا زلزاليا. [بحاجة لمصدر]
ومع ذلك، تم تشكيل العديد من الصخور التي تتعرض لها من تركيا قبل وقت طويل من بدء هذه العملية. تركيا تحتوي على نتوءات الصخور عصر ما قبل الكمبري (أكثر من 540 مليون سنة؛ بوزكورت وآخرون، 2000). غير مفهومة أقرب التاريخ الجيولوجي لتركيا، وذلك جزئيا بسبب مشكلة إعادة اعمار كيف تم تجميعها في المنطقة من خلال الالتماسات tectonically وحة. ويمكن اعتبار تركيا ومجمعة من قطع مختلفة (التضاريس الأرضية ربما) من الغلاف الصخري القارية والمحيطية القديمة عالقة معا من الصخور البركانية الأصغر، البركانية والرسوبية.)
خلال حقبة الدهر الوسيط وجود (حوالي 250 إلى 65 مليون سنة مضت) والمحيطات الكبيرة (تيثيس المحيط)، ارضيتها من قبل القشرة المحيطية في الفترات الفاصلة بين ل«سوبر-قارات» من جندوانا ووراسيا (التي تقع إلى الجنوب والشمال على التوالي؛ روبرتسون وديكسون، 2006). وقد استهلكت هذه الصفيحة المحيطية الكبيرة في مناطق الاندساس (انظر منطقة الاندساس). الاندساس في خنادق كانت مطوية في طبقات الصخور الرسوبية التي ترسبت داخل المحيط تيثيس التوى عصور ما قبل التاريخ، وانتقد tectonically مختلطة مع كتل ضخمة من الصخور البلورية الطابق السفلي من الغلاف الصخري المحيطي. هذه الكتل شكل خليط معقد جدا أو مزيج من الصخور التي تشمل أساسا serpentinite، والبازلت، والصوان dolerite (مثل Bergougnan، 1975). ويعتقد أن الهامش الأوروبي الآسيوي، والحفاظ عليها الآن في Pontides (جبال جاسرة على طول ساحل البحر الأسود)، قد تعرض للجيولوجيا مماثلة لمنطقة غرب المحيط الهادي اليوم (مثل رايس وآخرون، 2006). شكل أقواس بركانية (انظر قوس البركانية) وأحواض backarc (انظر ظهر قوس الحوض) وتم زرعها على أوراسيا كما ophiolites (انظر ophiolite) لأنها اصطدمت مع «ميكرو-قارات» (حرفيا لوحات صغيرة نسبيا من الغلاف الصخري القاري؛ مثل Ustaomer وروبرتسون، 1997). وكان تم سحب هذه الـ«ميكرو-قارات» بعيدا عن قارة غندوانا جنوبا. يتم ذلك من تركيا حتى ما قبل التاريخ «ميكرو-قارات» عدة مختلفة. [بحاجة لمصدر]

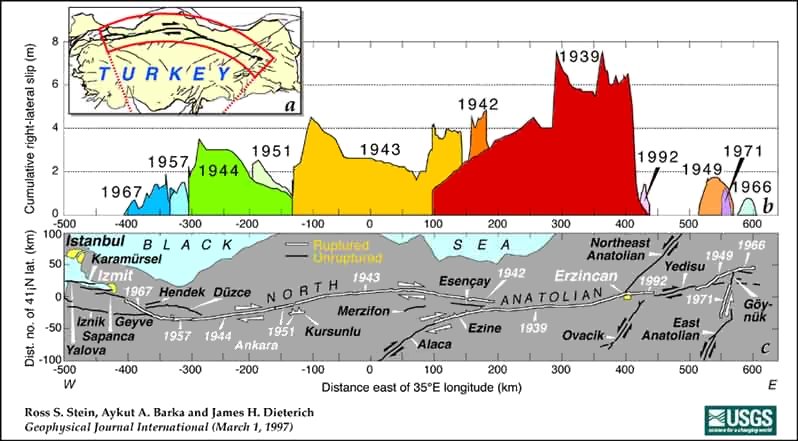
خطوط الصدع والزلازل

خلال حقب الحياة الحديثة (التعليم العالي حول 65-1600000 عاما) يخطأ، للطي، والنهضة، ويرافقه النشاط البركاني وتداخل الصخور النارية كانت له علاقة كبيرة بين التصادم القاري الأكبر العربية والآسيوية لوحات (مثل روبرتسون وديكسون، 1984).
في الوقت الحاضر مجموعة من الزلازل هزات محسوسة بالكاد لتحركات كبيرة قياس خمسة أو أعلى على مقياس ريختر المفتوح. زلزال تركيا أشد في القرن العشرين وقعت في ارزينجان في ليلة 28-29 ديسمبر، 1939، بل دمر معظم المدينة وتسببت في وفاة ما يقدر ب 160000. زلازل متوسطة الشدة في كثير من الأحيان مع تواصل توابع الزلزال على مدى فترات متقطعة لعدة أيام أو حتى أسابيع. الجزء الأكثر عرضة للزلازل في تركيا هي المنطقة التي تمتد على شكل قوس من محيط العام للكوجالي إلى المنطقة الواقعة شمال بحيرة وان على الحدود مع أرمينيا وجورجيا.

## مناطق

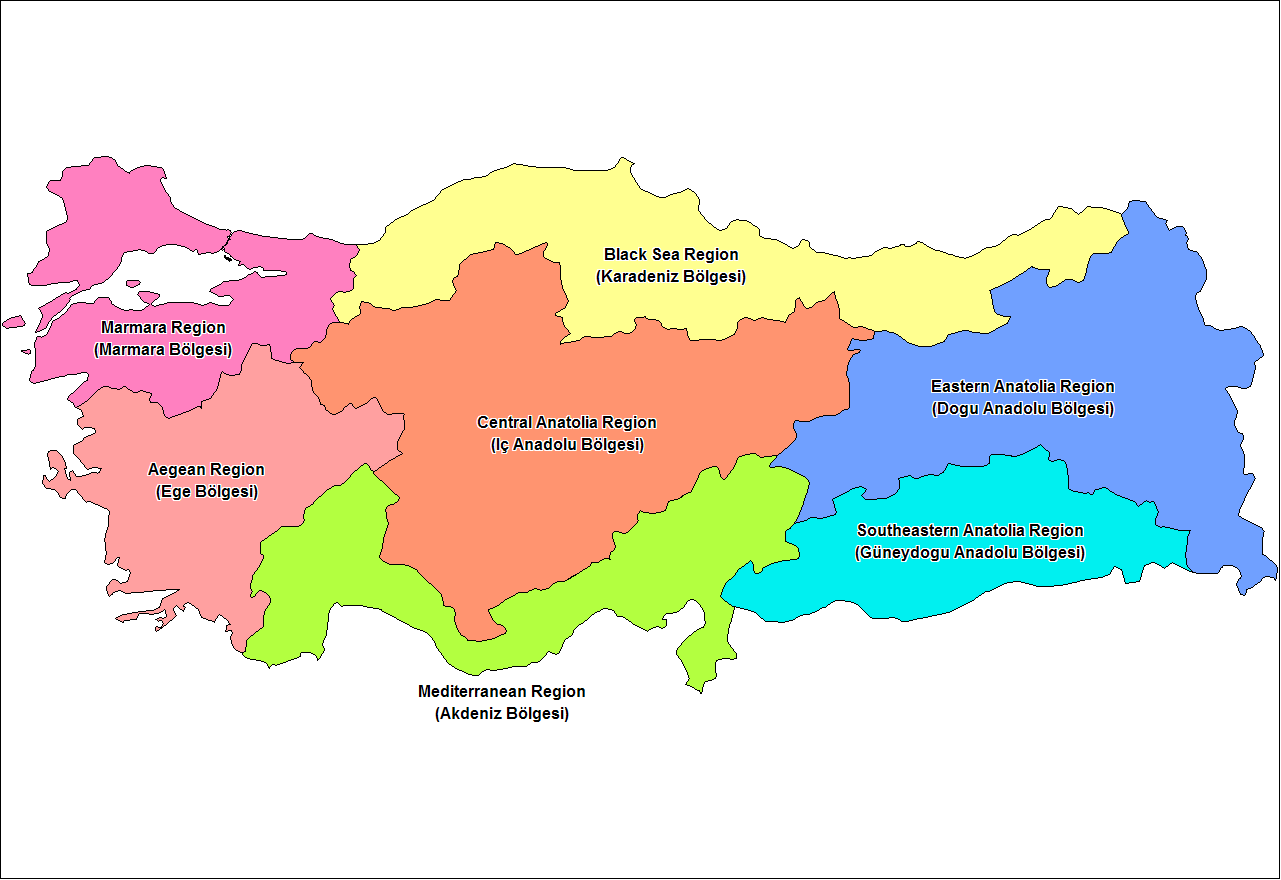
مناطق تركيا

According to worldofturkey.com نسخة محفوظة 20 مارس 2006 على موقع واي باك مشين.

1 الجغرافيا والكونغرس، الذي عقد في أنقرة بين 06-21 يونيو 1941، قسمت تركيا إلى سبع مناطق بعد مناقشات طويلة والعمل. تم فصل هذه المناطق الجغرافية الخاصة بهم وفقا للمناخ، والنباتات، والموقع والحيوانات، والمستوطنات البشرية، والتنوع الزراعي، والنقل، والطوبوغرافيا، وهلم جرا. في النهاية، وكان يسمى المناطق الجانب 4 و 3 مناطق داخلية وفقا لحيهم في البحار الاربعة المحيطة تركيا ومواقفها في الأناضول.
تتجلى تناقضات واضحة بين وزارتي الداخلية ومحيط تركيا في مناطقها التضاريس والمناخ والتربة والغطاء النباتي. وينقسم هامش في منطقة البحر الأسود، ومنطقة مرمرة ومنطقة بحر إيجة، ومنطقة البحر الأبيض المتوسط. وينقسم من الداخل إلى ثلاث مناطق: وسط الأناضول والأناضول الشرقية وجنوب شرق الأناضول.

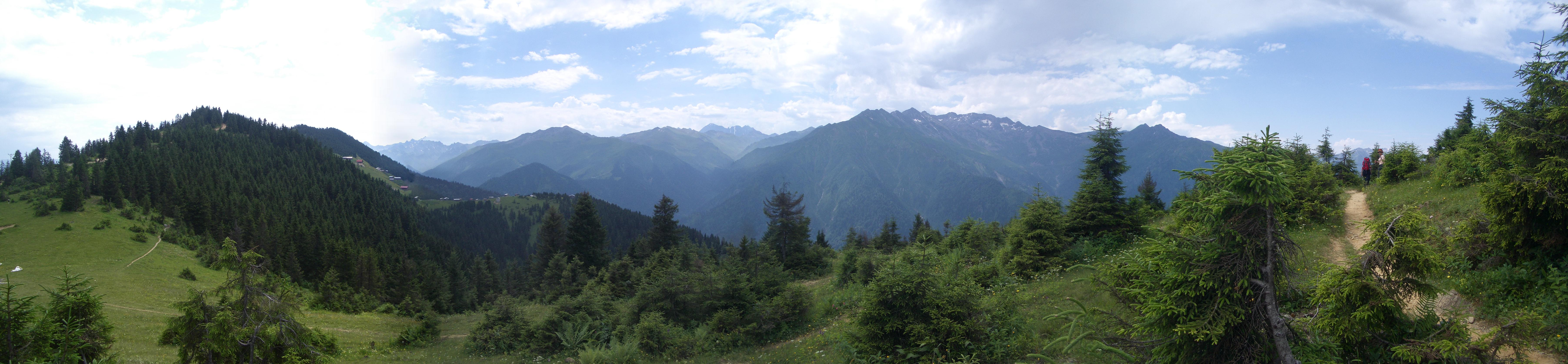
عرض بانورامية لجبال جاسرة

منطقة البحر الأسود لديه حاد، ساحل صخري في مياه الأنهار التي تعاقب من خلال الأودية من النطاقات الساحلية. وأكبر الأنهار قليلة، تلك القطع إلى الوراء عبر جبال جاسرة (دوغو كارادينيز Dağları)، والروافد التي تتدفق في أحواض واسعة مرتفعة. يقتصر الوصول الداخلية من الساحل إلى أودية ضيقة قليلة لان قمم الجبال، وترتفع من 1525 إلى 1800 متر في الغرب و3000 إلى 4000 متر في شرق البلاد في جبال Kaçkar، يشكل الجدار الفاصل دون انقطاع تقريبا على الساحل من الداخل. ارتفاع المنحدرات التي تواجه شمال غرب تميل إلى أن تكون غابات كثيفة. بسبب هذه الظروف الطبيعية، فقد تم عزل ساحل البحر الأسود تاريخيا من الأناضول.
يمتد من زونجولداك في الغرب إلى ريزي في الشرق، والشريط الساحلي الضيق يتسع في أماكن عدة في دلتا، الخصبة المزروعة بكثافة. منطقة سمسون، على مقربة من نقطة الوسط، هو التبغ الكبرى نموا المنطقة؛ الشرقي منها، العديد من بساتين الحمضيات. شرق سامسون، والمنطقة المحيطة طرابزون هي ذات الشهرة العالمية لإنتاج البندق، وأبعد منطقة الشرق ريزي ومزارع الشاي عديدة. وزرعت جميع المناطق الصالحة للزراعة، بما في ذلك سفوح الجبال أينما كانوا ليست حادة جدا، أو تستخدم مرعى. ومعتدل، مناخ رطب من ساحل البحر الأسود يجعل الزراعة التجارية مربحة. الجزء الغربي من منطقة البحر الأسود، وبخاصة في منطقة زونجولداك، هو مركز تعدين الفحم والصناعات الثقيلة.
في جبال شمال الاناضول في شمال مقاطعة هي سلسلة من المرتفعات التي توازي مطوية عموما على ساحل البحر الأسود. في الغرب، والجبال تميل إلى أن تكون منخفضة، ونادرا ما تزيد مع ارتفاع 1500 متر، لكنها ترتفع باتجاه الشرق إلى ارتفاعات تزيد عن 3000 متر جنوب ريزي. مطولة والوديان والأحواض troughlike تميز الجبال. الأنهار من الجبال باتجاه البحر الأسود. المنحدرات التي تواجه جنوب هضبة الأناضول، ويتم unwooded الغالب، ولكن المنحدرات الشمالية تحتوي على معدلات النمو كثيفة من كلا المتساقطة والأشجار دائمة الخضرة.

الجزء الأوروبي من تركيا يتكون أساسا من المتداول البلاد هضبة مناسبة تماما للزراعة. يتلقى حوالي 520 ملليمتر من الأمطار سنويا.
ذات كثافة سكانية عالية، وهذه المنطقة تضم مدينتي إسطنبول وأدرنة. مضيق البوسفور الذي يربط بحر مرمرة والبحر الأسود، على بعد حوالى 25 كم ومتوسط عرضها 1,5 كيلومتر ولكن يضيق في أماكن إلى أقل من 1000 متر. هناك جسور معلقة يومين فوق مضيق البوسفور، سواء بنوكها الآسيوية والأوروبية ارتفاعا حادا من الماء وشكل سلسلة من المنحدرات، خيران، والخلجان الساحلية تقريبا. وغابات كثيفة معظم الشواطئ وتتميز العديد من المدن الصغيرة والقرى. مضيق الدردنيل الذي يربط بحر مرمرة وبحر ايجه، ما يقرب من أربعين كيلومترا طويلة والزيادة في العرض في اتجاه الجنوب. خلافا لمضيق البوسفور، والدردنيل وعدد أقل من المستوطنات على طول شواطئها. يقع في خليج ساروس بالقرب من شبه جزيرة غاليبولي وتشتهر بشواطئها النظيفة. وهو المكان المفضل للغواصين بين ثراء من الحيوانات تحت الماء وتزداد شعبية بسبب جوارها إلى إسطنبول.
وأهم هذه الوديان وادي كوجالي، وOvasi بورسا (بورصة حوض)، وتروي السهول (المعروف تاريخيا باسم Troad) هي ذات الكثافة السكانية العالية والمنخفضة في جميع أنحاء الوادي برسا.

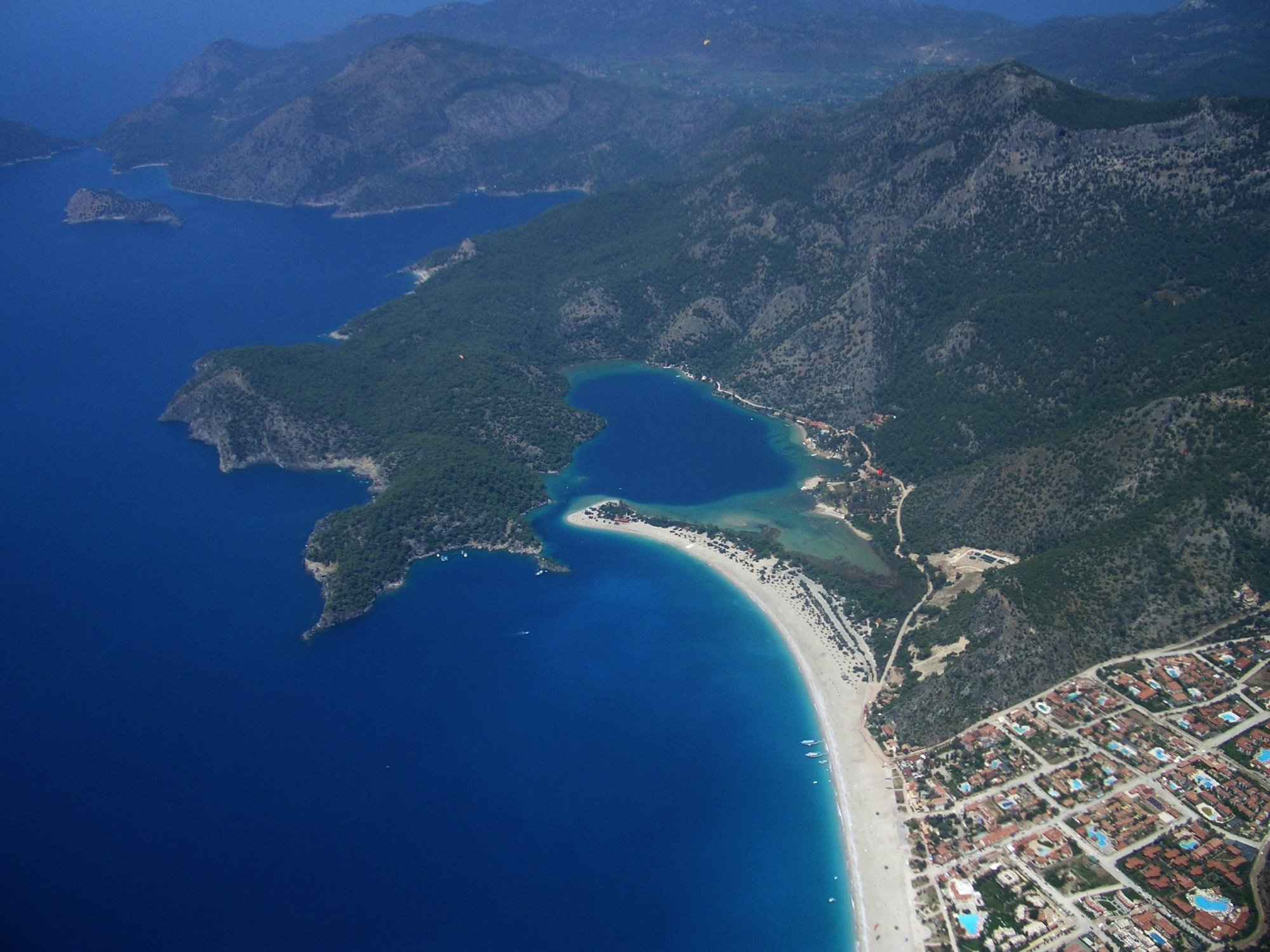
View of Ölüdeniz near فتحية

تقع على الجانب الغربي من الأناضول، ومنطقة بحر إيجة وتربة خصبة ومناخ البحر الأبيض المتوسط عادة، مع شتاء، معتدل رطب وحار وجاف صيفا. العريضة والأراضي المنخفضة وادي المزروعة تحتوي على حوالي نصف الأراضي الزراعية أغنى البلاد.
أكبر مدينة في منطقة بحر ايجه في تركيا ازمير، التي هي أيضا بلد ثالث أكبر مدينة ومركز التصنيع الرئيسية، وكذلك ثاني أكبر ميناء بعد إسطنبول.
الزيتون وإنتاج زيت الزيتون أهمية خاصة بالنسبة لاقتصاد المنطقة. البلدة الساحلية Ayvalık وعدة بلدات في محافظات باليكسير وازمير وآيدن مشهورة ولا سيما بالنسبة للنفط الزيتون والمنتجات ذات الصلة، مثل الصابون ومستحضرات التجميل.
المنطقة أيضا العديد من المراكز الهامة والسياحة التي هي معروفة سواء بالنسبة المعالم الأثرية وجمال شواطئها، مثل Assos، Ayvalık، برغاما، وفوتشا، ازمير، [سسم]، ساردس، افسس، كوساداسي، ديديم، ميليتس، بودروم، مارماريس، داتكا وفتحية.

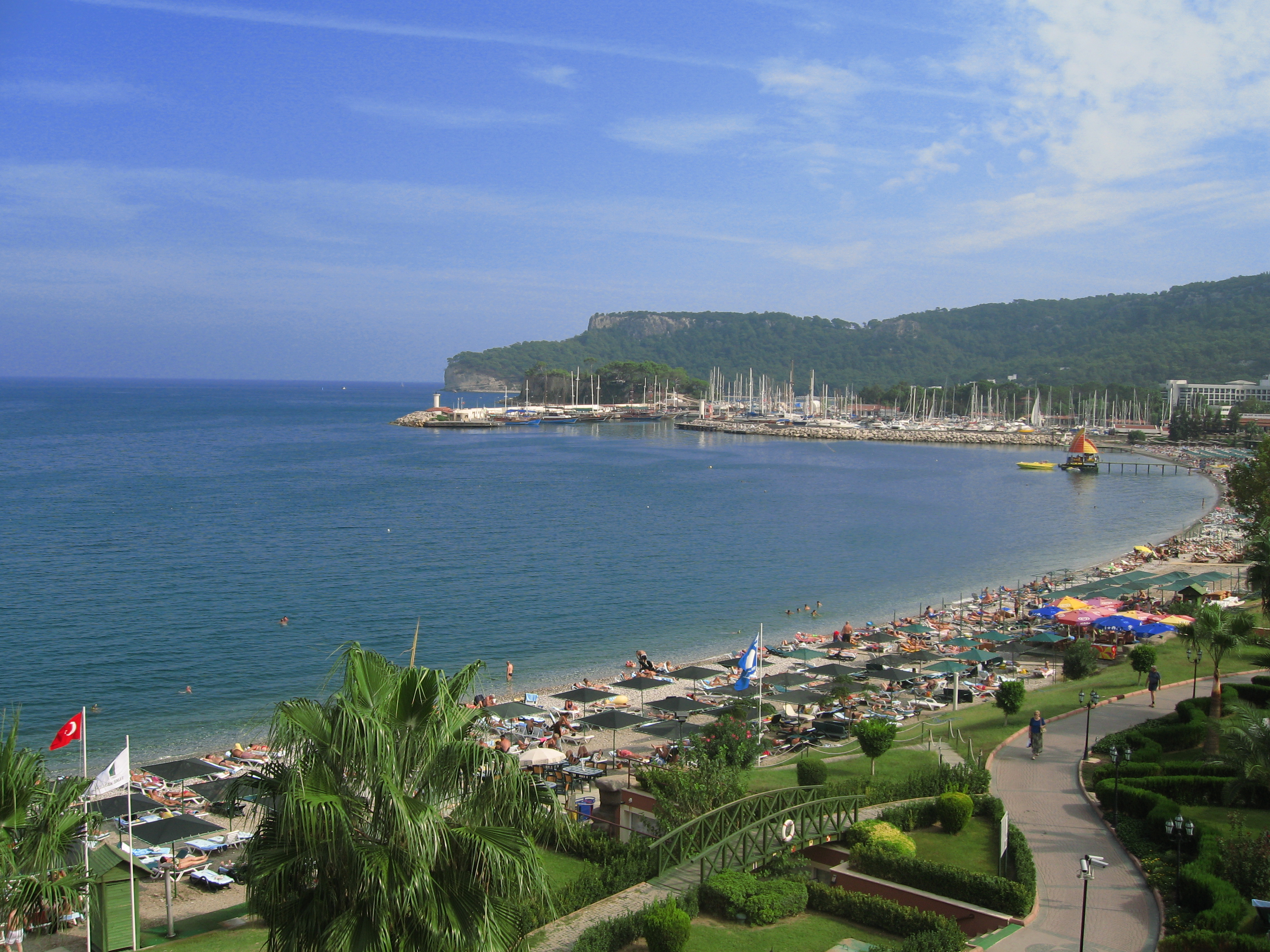
Beaches and marina of Kemer near أنطاليا in the الريفيرا التركية

في اتجاه الشرق، وسهول واسعة حول أضنة (Cicillian السهول أو التركية: كوكوروفا)، وتركيا خامس المدينة الأكثر اكتظاظا بالسكان، وتتكون في معظمها من الأراضي المستصلحة من الفيضانات. بشكل عام، والأنهار لم قطع الوديان إلى البحر في الجزء الغربي من المنطقة. تاريخيا، كانت الحركة الداخلية من ساحل البحر المتوسط غرب صعبة. إلى الشرق من مدينة أضنة، فإن الكثير من السهل الساحلي من الميزات مثل الحجر الجيري الكهوف انهارت والمجاري. بين أضنة وأنطاليا، وجبال طوروس ارتفاعا حادا من الساحل إلى المرتفعات العالية. بخلاف أضنة وأنطاليا ومرسين على ساحل البحر المتوسط وبعض المدن الكبرى، وإن كان قد قرى زراعية عديدة.
في موازاة ساحل البحر الأبيض المتوسط وجبال طوروس (بالتركية: توروس Dağları) هي السلسلة الثانية من تركيا الجبال مطوية. مجموعة يرتفع الداخلية فقط من الساحل والاتجاهات عموما في الاتجاه الشرقي حتى تصل إلى منصة العربي، حيث الأقواس حول الجانب الشمالي من المنصة. جبال طوروس هي أكثر وعورة وتشريح أقل من الأنهار من جبال بونتوس وتاريخيا كانت بمثابة حاجز لحركة الإنسان الداخلية من ساحل البحر الأبيض المتوسط حيث توجد إلا الممرات الجبلية مثل غيتس Cilician التاريخية (Gülek باس)، إلى الشمال الغربي من مدينة أضنة.

تقع هذه المنطقة في الجزء الشرقي من تركيا وتحدها منطقة وسط الأناضول من الغرب ومنطقة البحر الأسود من الشمال وفي الجنوب فتحدها العراق ومنطقة جنوب شرق الأناضول أما في الشرق فتحدها إيران وأذربيجان وأرمينيا وجورجيا. تشغل هذه المنطقة حوالي 171 ألف كيلومتر مربع من مساحة تركيا أي ما يعادل 21% من المساحة الكلية لتركيا.
فيها 14 محافظة وهي:
محافظة أغري ومحافظة أرداهان و
محافظة بينغول ومحافظة بدليس و
محافظة إيلازيغ ومحافظة أرزنجان و
محافظة أرضروم ومحافظة حكاري و
محافظة اغدير ومحافظة قارص و
محافظة ملطية ومحافظة موش و
محافظة تونجيلي ومحافظة وان.
يبلغ عدد سكان المنطقة حوالي 6,1 مليون نسمة (حسب تعداد عام 2000) عرقيا يغلب الأكراد على المنطقة إذ يشكلون حوالي 85% من سكانها والاتراك حوالي 12% بينما البقية ينتمون للاعراق مختلفة منها العرق الاذري والارمني والشركسي والجورجي. وللمنطقة ثاني أكبر عدد الريفيين الذين هاجروا إلى المناطق الأخرى وخاصة لمنطقة مرمرة ذي كثافة عالية، على مستوى تركيا بعد منطقة البحر الأسود.

1. 
2. 